# 하츠 오브 아이언 4
하츠 오브 아이언 4(영어: Hearts of Iron IV)는 패러독스 개발 스튜디오에서 개발한 전략 게임이다. 제2차 세계대전을 배경으로 하는 하츠 오브 아이언 시리즈의 최신작이며, 1936년 1월 1일 또는 1939년 8월 14일 시나리오로 플레이가 가능한 하츠 오브 아이언 3의 후속작이다. 제2차 세계대전을 배경으로 하지만 1950년대 이후도 플레이가 가능하다.
2014년 1월에 공식 발표되었으며 처음 출시 예정일은 2015년 1/4분기였다. 이후 2015년 2/4분기로 연기되었다. 2015년 E3에서 최고 프로듀서인 요한 안데르손(Johan Andersson)은 개발 과정의 여러 문제를 해결하기 위해 게임 출시를 연기를 해야 함을 공식적으로 언급했고, 이후 2016년 1/4분기까지 게임이 출시되지 않을 것이라고 했다. 그리고 2016년 3월 16일 노르망디 상륙 (D-day) 72주년인 2016년 6월 6일에 게임이 출시될 것이라고 발표했으며, 실제로 발표한 날짜에 출시했다.
하츠 오브 아이언 4는 2018년 기준 백만 부를 넘는 판매 기록을 달성했다.

## 게임플레이
하츠 오브 아이언 4는 제2차 세계 대전을 중심으로 전개되는 대전략 게임이다. 게이머는 싱글 플레이어 또는 멀티 플레이어에서 1936년 또는 1939년 시작 날짜에 세계의 모든 국가로 플레이할 수 있으며, 국가의 군대는 육군, 해군, 공군으로 나뉜다. 육군의 경우 게이머는 다양한 편제의 보병, 전차 및 기타 부대로 구성된 사단을 훈련 및 지휘할 수 있다. 이러한 사단은 적절하게 싸우기 위해 장비와 인력이 필요하며, 해군과 공군도 전투에 사용되는 군함과 전투기를 포함한 인력과 장비를 요구한다. 장비는 군수공장에서 생산되고 함선은 조선소에서 건조된다. 이러한 군수공장과 조선소는 민간 공장을 사용하여 건설되며, 다양한 다른 건물을 건설하고 민간을 위한 소비재를 생산하며 다른 국가와의 무역에 사용된다. 대부분 국가는 처음에는 상당수의 민간 공장을 소비재 생산에 투입해야 하지만, 국가가 점점 더 동원하면서 다른 목적으로 더 많은 공장을 사용할 수 있게 된다. 동원은 게이머가 적절한 양의 정치적으로 조정할 수 있는 "정책"으로 표현되며, 이는 새로운 장관을 임명하고 국가 정부의 다른 측면을 변경하는 데 사용되는 추상적인 "자원"이다. 동원 외에도 징집 및 상업에 대한 국가의 입장을 포함한 다른 정책이 있다.

## 확장팩 및 모드

### 확장팩
이 확장팩들 중 투게더 포 빅토리·죽음 혹은 불명예·웨이킹 더 타이거는 정규 게임에 편입되었다.
| 2016 | 투게더 포 빅토리     |
| 2017 | 죽음 혹은 불명예     |
| 2018 | 웨이킹 더 타이거     |
| 2019 | 맨 더 건             |
| 2020 | 라 레지스탕스        |
| 2020 | 보스포루스 해협 전투 |
| 2021 | 노 스텝 백           |
| 2022 | 바이 블러드 얼론     |
| 2023 | 폭정에 맞서 무장하라 |
| 2024 | 충성의 시련          |
| 2024 | 신들의 황혼          |
| 2025 | 제국의 무덤          |

| 이름                 | 무료 업데이트          | 출시 날짜        | 설명 |
| -------------------- | ---------------------- | ---------------- | --- |
| 투게더 포 빅토리     | 1.3 "토치"             | 2016년 12월 15일 | 투게더 포 빅토리(영어: Together for Victory)는 대영제국 내의 여러 국가인 캐나다, 오스트레일리아, 뉴질랜드, 남아프리카 연방, 인도 제국에 대한 콘텐츠를 추가한다. 또한 대상 국가의 독립 정도를 결정하는 특별 자치 제도로 괴뢰국과 그 지도자들 사이의 게임 플레이 콘텐츠들을 추가한다. 확장된 무기대여법 시스템, 기술 공유 등의 기능도 추가된다. |
| 죽음 또는 불명예     | 1.4 "오크"             | 2017년 6월 14일  | 죽음 또는 불명예(영어: Death or Dishonor)는 유고슬라비아, 루마니아, 체코슬로바키아, 헝가리를 포함하는 중앙유럽 및 발칸반도의 몇몇 소수 강국에 콘텐츠를 추가함과 동시에 다른 나라에 군사장비를 허가하는 기능도 추가된다. 만약 투게더 포 빅토리 확장팩을 소유하고 있지 않다면, 그 기능 또한 게임에 제한된 괴뢰국의 수준을 추가하게 된다. |
| 웨이킹 더 타이거     | 1.5 "콘플레이크"       | 2018년 3월 8일   | 웨이킹 더 타이거(영어: Waking the Tiger)는 주로 중일전쟁에 초점을 맞추고 있으며, 일본 제국 치하의 만주국은 물론 중화민국 국민정부 통치 지역, 중국공산당 혁명 근거지를 위한 새로운 기능과 신계계군벌·전계군벌·마가군벌·섬서군벌·신강군벌 등의 중국 군벌들을 위한 공유된 중점 트리가 있다. 이 확장팩은 또한 나치 독일과 일본 제국에 대한 중점 트리도 추가되어 대체 역사에 대한 새로운 기회를 더하고, 많은 새로운 형성 가능한 국가들이 추가되었다. 또 특별 계획과 정책을 특별한 결정으로 제정할 수 있으며, 장군 관리에도 여러 가지 변화가 존재한다. |
| 맨 더 건             | 1.6 "아이언클래드"     | 2019년 2월 28일  | 맨 더 건(영어: Man the Guns)는 네덜란드와 멕시코를 위한 콘텐츠를 추가하고 미국과 영국을 위한 새로운 역사를 포함하는 등 그 외 수많은 변화와 새로운 특징들이 존재하지만, 주로 게임의 해군 전투 측면을 개선하는 데 초점을 맞추고 있다. 이 확장팩은 석유와 분리된 자원으로서의 연료와 망명정부 기능을 추가한다. |
| 라 레지스탕스        | 1.9 "허스키"           | 2020년 2월 25일  | 라 레지스탕스(프랑스어: La Résistance)는 주로 간첩 활동과 직업 기능을 개선하는 데 초점을 맞추고 있다. 지능은 크게 개선된 반면, 점령과 저항 시스템은 완전히 갈아엎어졌다. 이 확장팩에는 포르투갈을 위한 새로운 중점과 프랑스를 위한 변경된 중점(자유 정부와 비시 정부 모두 포함), 스페인 내전의 서로 다른 정부를 위한 중점 트리, 국민파들을 위한 중점, 스페인 제2공화국을 위한 중점 트리도 포함되어 있다. 그것은 또한 내전이 훨씬 더 큰 갈등으로 소용돌이치도록 한다.                                                                             |
| 보스포루스 해협 전투 | 1.10 "콜리"            | 2020년 10월 15일 | 보스포루스 해협 전투(영어: Battle for the Bosporus)는 그리스, 불가리아, 터키와 같은 발칸반도의 국가들의 콘텐츠를 추가했다. 확장판 죽음 또는 불명예의 소유자들을 위해 유고슬라비아의 중점 트리를 다시 고쳤고, 루마니아의 중점 트리를 약간 조정했다. |
| 노 스텝 백           | 1.11 "바르바로사"      | 2021년 11월 24일 | 노 스텝 백(영어: No Step Back)은 섀시, 무기, 엔진 등을 커스터마이징할 수 있는 전차 디자이너와, 철도, 장갑열차, 열차포 등을 추가하고 발트 3국, 소련의 중점 트리를 추가한다. 추가 무료 업데이트를 하면서 폴란드의 역사적 중점 트리가 대체된다. |
| 바이 블러드 얼론     | 1.12 "애벌랜치"        | 2022년 9월 28일  | 바이 블러드 얼론(영어: By Blood Alone)은 평화 회의 옵션, 비행기 디자이너, 훈장, 금수조치 상호 작용을 추가하고 이탈리아 왕국, 에티오피아 제국, 스위스의 중점 트리를 추가한다. |
| 폭정에 맞서 무장하라 | 1.13 "스텔라 폴라리스" | 2023년 10월 11일 | 폭정에 맞서 무장하라(영어: Arms Against Tyranny)는 국가 산업 조직, 무기 국제 거래, 새로운 군사 시스템을 추가하며 스웨덴, 노르웨이, 덴마크, 핀란드의 중점 트리를 추가한다. |
| 충성의 시련          | 1.14 "볼리바르"        | 2024년 3월 7일   | 충성의 시련(영어: Trial of Allegiance)에서는 아르헨티나, 브라질, 칠레의 국가 중점과 콘텐츠를 추가하며, 그 외 파라과이, 우루과이 등 남아메리카를 중심으로 새로운 콘텐츠를 추가한다. |
| 신들의 황혼          | 1.15 "카이저"          | 2024년 11월 14일 | 신들의 황혼(독일어: Götterdämmerung)은 나치 독일의 비밀 병기 프로젝트와 독일 관련 콘텐츠를 보강한다. 아울러, 오스트리아, 헝가리, 벨기에 관련 콘텐츠도 함께 추가된다. |
| 제국의 무덤          | 1.16 "카운터넌스"      | 2025년 3월 4일   | 제국의 무덤(영어: Graveyard of Empires)에서는 인도 제국, 이란, 이라크, 아프가니스탄의 국가 중점을 중심으로 한 새로운 콘텐츠를 추가한다. |

### 모드
- "카이저라이히"(독일어: Kaiserreich): 가상 역사 모드. 일명 카이저라이히, 독일이 제1차 세계대전에서 이겼을 경우를 가정한 대체역사 모드로, 하츠 오브 아이언 II 다키스트 아워부터 있었던 유서 깊은 모드다. 각 국가별 국가 중점 트리와 다채로운 이벤트를 제공한다.
- "더 뉴 오더"(영어: The New Order): 가상 역사모드. 제2차 세계 대전에서 추축국이 승리하고 세계가 미국의 자유국가조직(OFN), 독일의 단결협약, 일본의 대동아공영권, 이탈리아-스페인-터키의 삼두동맹으로 세계가 4분됐다는 모드.
- "올드 월드 블루스"(영어: Old World Blues): 폴아웃 세계관의 미국을 구현한 모드다. 완전히 프로빈스와 주를 새로 만들어서 북미와 중미만 있는 지도를 만들었으며, NCR이 모하비 황무지에 진출한지 얼마 되지 않은, 2275년 미 서부와 멕시코(2.0현재추가)를 배경으로 한다. 이념, 기술연구 트리, 통상 국가 중점, 이벤트를 완전히 폴아웃 식으로 갈아치운다.
- "더 밀리니움 던:모던데이"(영어: The Millennium Dawn: Modern Day): 2000년대 초부터의 현대를 구현한 모드이다. 핵무기, 원자력 무기 등 다양한 기능을 추가 시켰고 북대서양 조약기구(NATO), 집단 안보 조약 기구(CSTO), 상하이 협력 기구(SCO), 걸프 협력 회의(GCC)같은 세력들이 존재한다. 원래 있었던 밀리니움 던과 모던데이가 합쳐져 생겼다.

## 평가
| 평가 |        |
| --- | ------ |
| 통합 점수 통합사 점수 메타크리틱 83 [ 30 ] 평론 점수 평론사 점수 IGN 9/10 [ 31 ] GameSpot 8/10 PC Gamer 88/100 [ 32 ] |        |
| 통합 점수 |        |
| 통합사 | 점수   |
| 메타크리틱 | 83     |
| 평론 점수 |        |
| 평론사 | 점수   |
| IGN | 9/10   |
| GameSpot | 8/10   |
| PC Gamer | 88/100 |

## 같이 보기
- 하츠 오브 아이언
- 하츠 오브 아이언 2
- 하츠 오브 아이언 3
- 패러독스 인터랙티브